# Пинк, Францишек

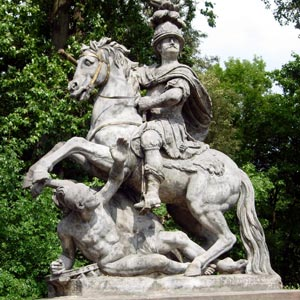
Конная статуя польского короля Яна III Собеского, работы Ф. Пинцка в Лазенках (1788)

Францишек Пинк (встречается также, как Пинцк) (пол. Franciszek Pinck; около 1734-27 мая 1798, Варшава) — польский скульптор. С 1765 года — придворный скульптор короля Станислава Августа Понятовского.
Продолжил проекты своего предшественника — королевского скульптора А. Лебруна. Автор ряда скульптур, бюстов и памятников из камня в Уяздовском замке, варшавском Королевском замке, столичном парке и дворце Лазенки, в том числе, конная статуя польского короля Яна III Собеского (1788).
Кроме королевского дворца создал из дерева фигуру Распятого Христа для евангелистско-аугсбургского костёла в Варшаве (1780).
Совместно с Якубом Мональди украсил в стиле классицизма скульптурами четырёх евангелистов фасад костёла Святой Анны в Варшаве.

## Скульптуры евангелистов на фасаде костёла Святой Анны в Варшаве

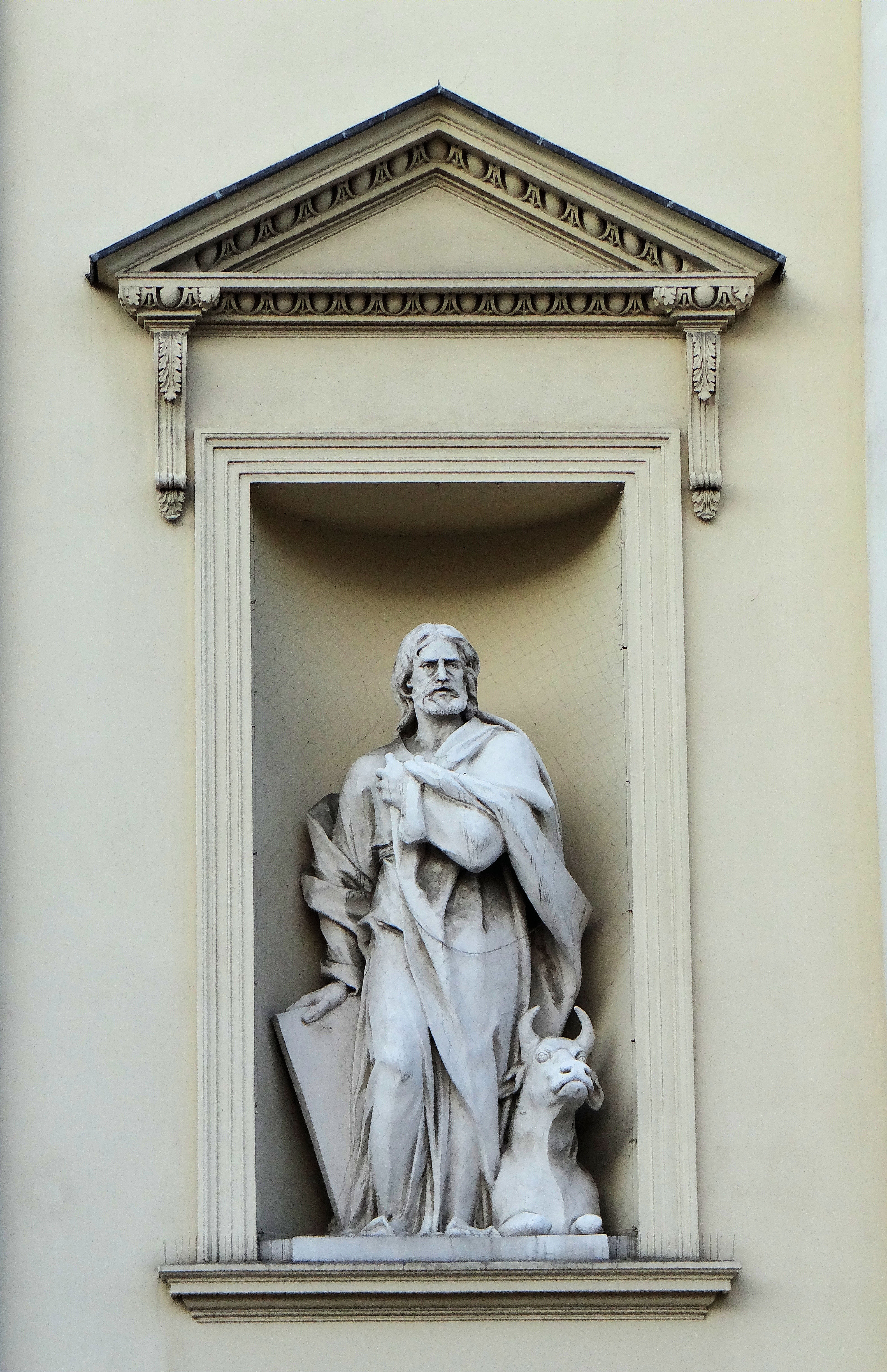
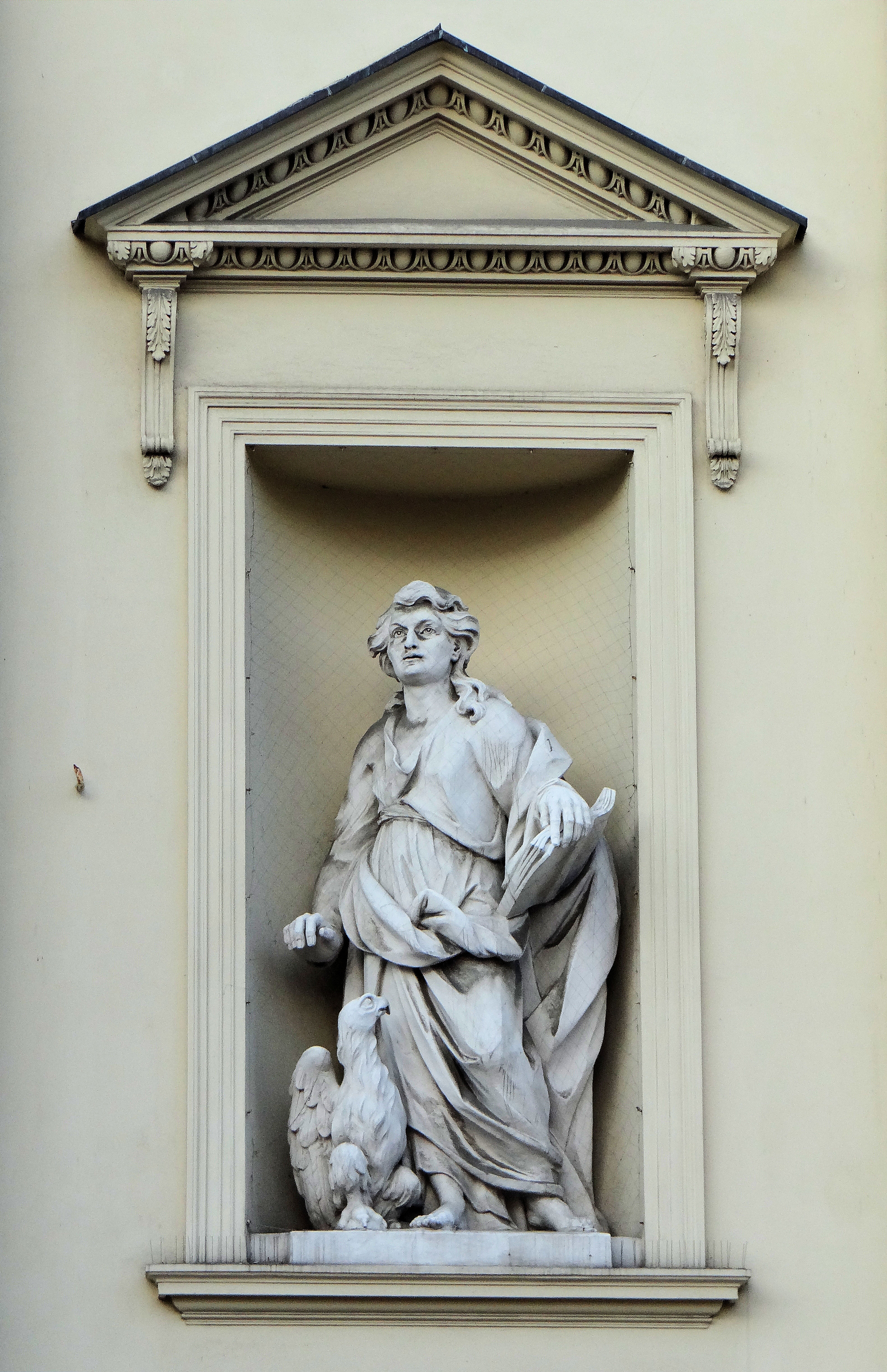
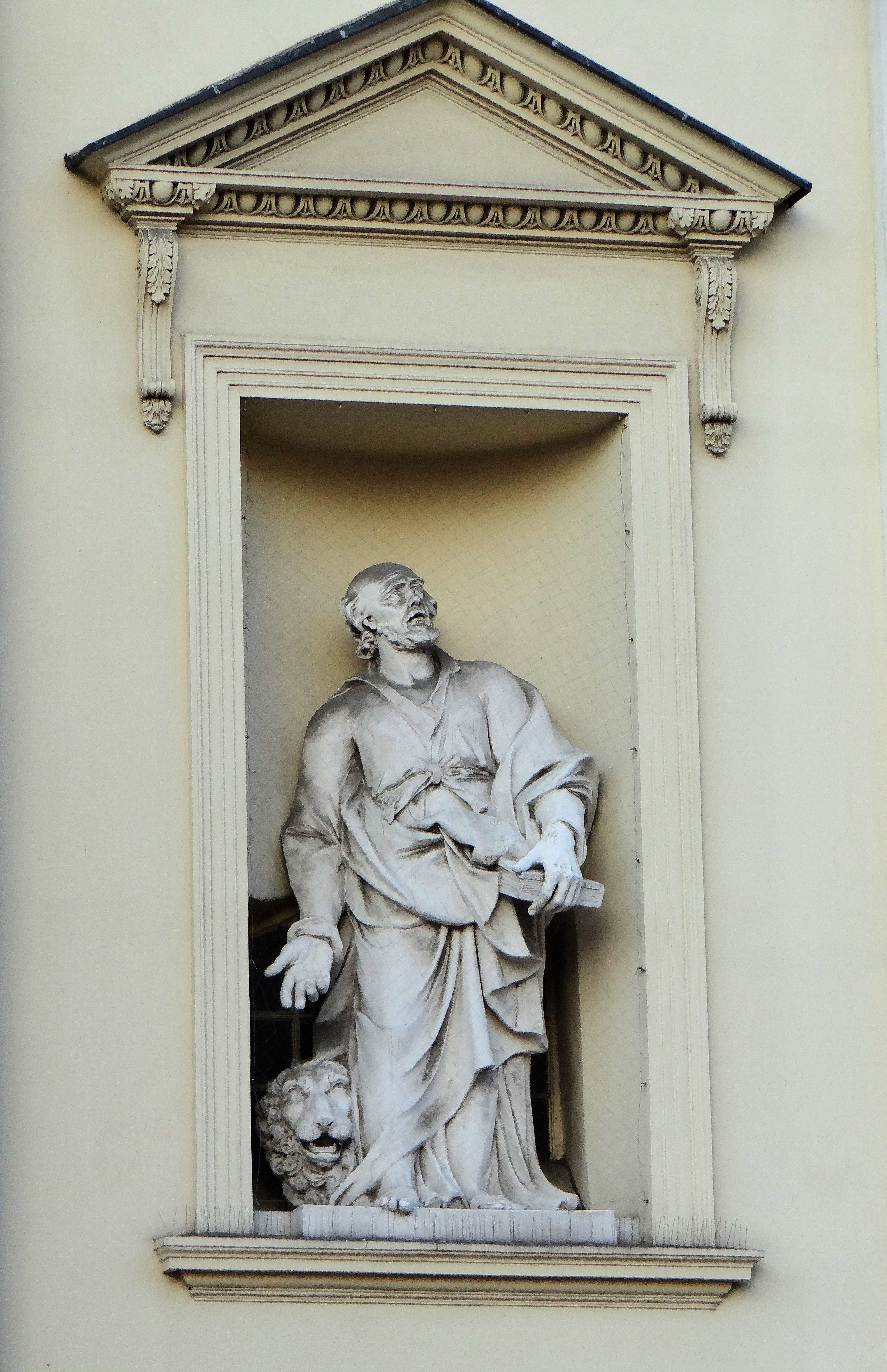
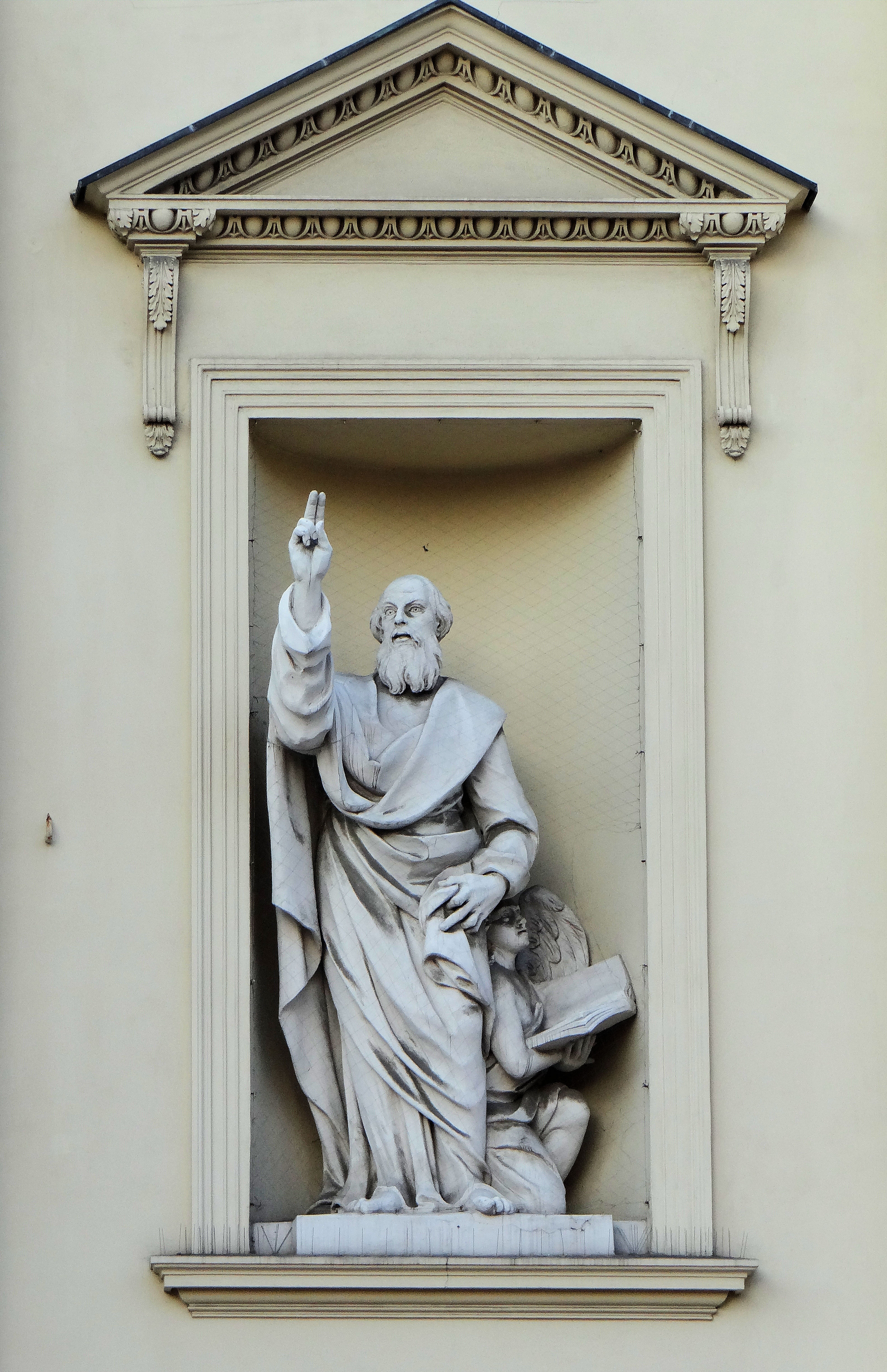